# 斯瓦迪爾法利
斯瓦迪爾法利（Svadilfari），北歐神話中的一匹神馬，牠是不知名霜巨人的馬，是巨人修建圍牆時的幫手。斯瓦迪爾法利名字的意思少有提到，一說是「奴隸」（slave），另一說是「行運不濟的旅行者」。他的後代就是斯萊布尼爾（Sleipnir）。
世界初具規模之時，北歐諸神們還想要在他們的阿斯嘉特（Asgard）之外修建一座圍牆。一名巨人化身為工匠前來承接這個工作，並要求以太陽、月亮和女神弗蕾亞（Freya）為酬勞，諸神開出條件：必須在6個月內完成，且除了馬以外不能有幫手。
誰知斯瓦迪爾法利是神馬，托運石頭非常迅速。6個月後，夏日將至，眼看工程即將如期完工。諸神驚慌之際，命令洛基（Loki）前去阻撓，洛基變化作一匹白色母馬前去引誘斯瓦迪爾法利，失去幫手的巨人來不及完工，憤而恢復原型並指責諸神使用詭計，這時索爾（Thor）舉起雷神之鎚（Mjolnir）殺了巨人。而後不久，洛基化身的母馬生下了八足神馬斯萊布尼爾並將其送給了奧丁。